# Gare d’Aulnay-sous-Bois
Gare d’Aulnay-sous-Bois vasútállomás és RER állomás Franciaországban, Aulnay-sous-Bois településen.

## Vasútvonalak
Az állomást az alábbi vasútvonalak érintik:
- La Plain-Hirson-vasútvonal
- Bondy–Aulnay-sous-Bois-vasútvonal
- Aulnay-sous-Bois-Roissy 2-RER-vasútvonal

## Kapcsolódó állomások
A vasútállomáshoz az alábbi állomások vannak a legközelebb:
- Paris Gare du Nord (Paris Gare du Nord, Transilien Linie K)
- Gare du Blanc-Mesnil (Gare de Saint-Rémy-lès-Chevreuse, Gare de Robinson, B RER-vonal)
- Gare de Sevran - Beaudottes (Gare Aéroport Charles-de-Gaulle 2 TGV, B RER-vonal)
- Gare de Sevran - Livry (Gare de Mitry - Claye, B RER-vonal)